# Chasseurs dans la neige (Brueghel)
Pour les articles homonymes, voir Chasseurs dans la neige.
Les Chasseurs dans la neige (en néerlandais : Jagers in de Sneeuw) est un tableau de Pieter Brueghel l'Ancien réalisé en 1565. C'est un exemple de la Renaissance flamande. L'œuvre est conservée au Kunsthistorisches Museum de Vienne, en Autriche. Le tableau mesure 117 cm sur 162 cm.

## Description

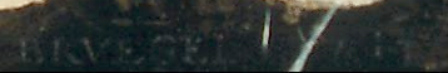
Le tableau est signé en bas au milieu « BRVEGEL. M.D.LXV ».

Ce tableau hivernal de Brueghel l'Ancien est l'un des plus célèbres paysages de neige de l'histoire de la peinture. Les flocons ne tombent pas, comme dans d'autres tableaux, mais de nombreuses nuances de blanc, où dominent les teintes vertes, suggèrent avec vraisemblance l'atmosphère d'une campagne enneigée depuis fort longtemps. Toits, branches d'arbres et murs permettent au peintre de conférer à la neige des qualités plastiques.
Au premier rang, il dispose des ronces qui percent le manteau neigeux et en laissent deviner le poids. S'en revenant de la chasse avec leurs chiens, des hommes laissent dans la neige de profondes traces de pas. Leur descente vers la vallée accompagne le regard du spectateur qui y découvre une multitude de scènes hivernales : de divers jeux sur un étang gelé, à un feu de cheminée.
À l'horizon, sur la droite, des rochers escarpés font contrepoint à la diagonale de la colline au premier plan et marquent de leurs formes minérales le caractère rebutant de l'hiver.

Détails
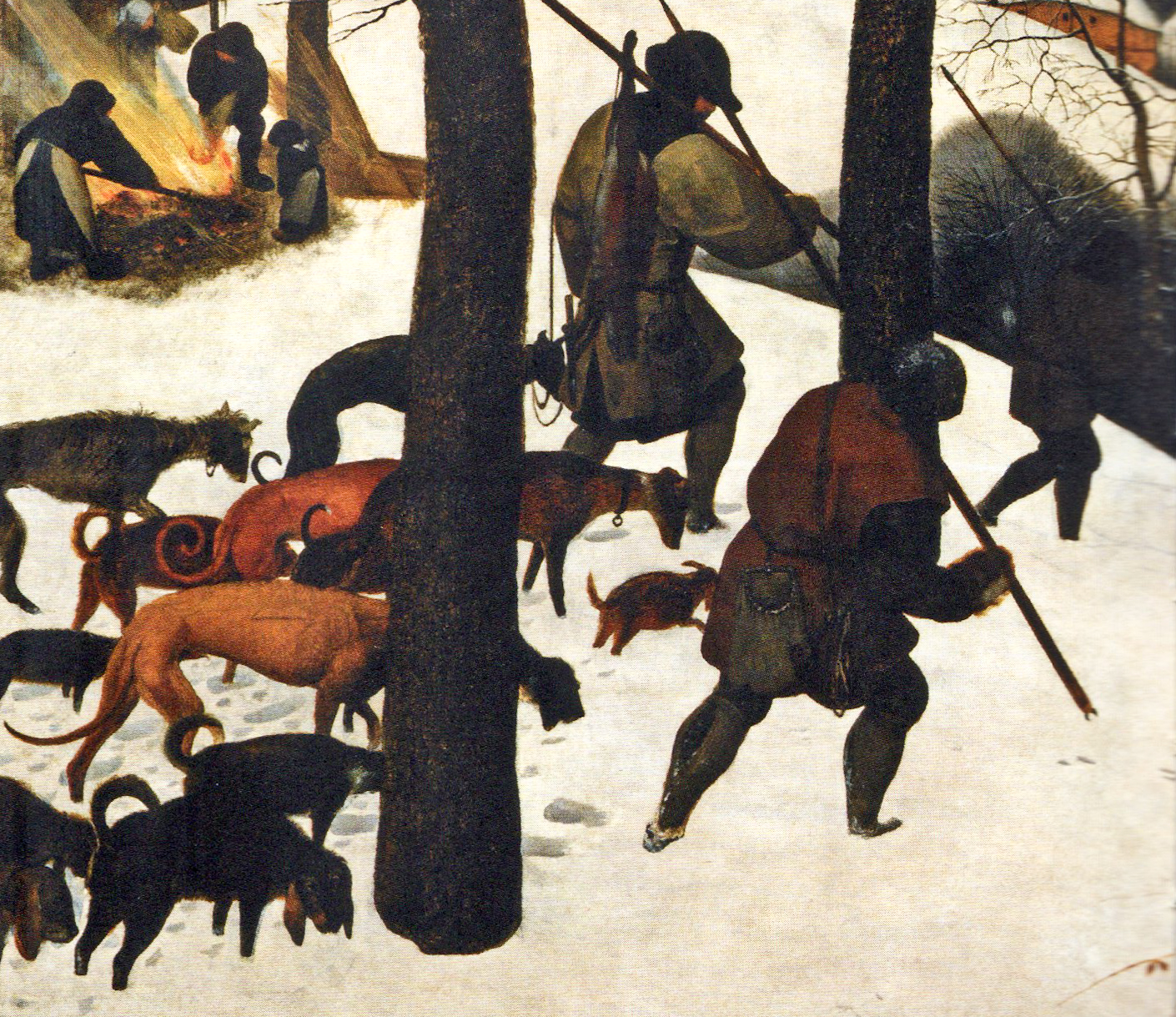
Les chasseurs de retour de la chasse.
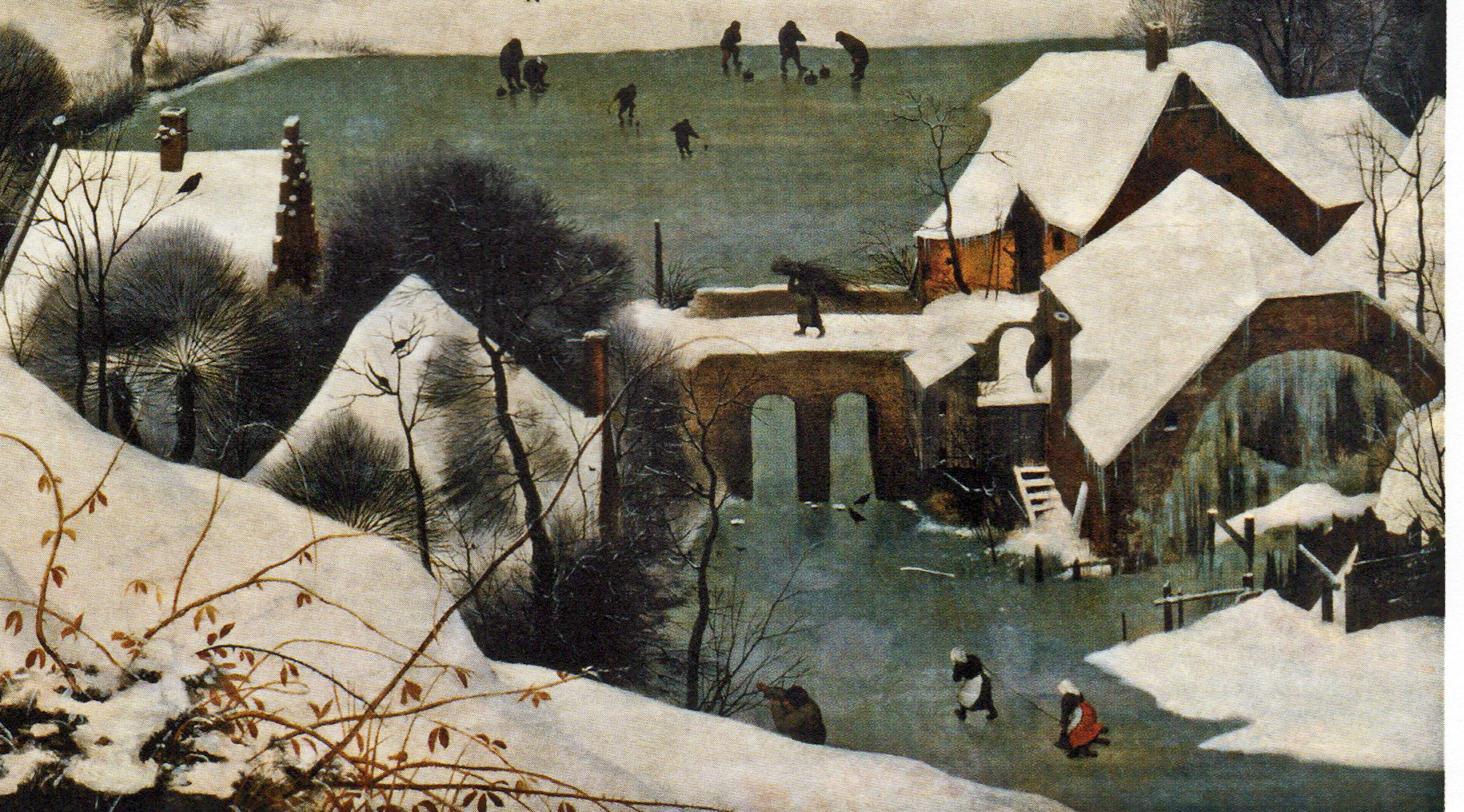
Pont et moulin.
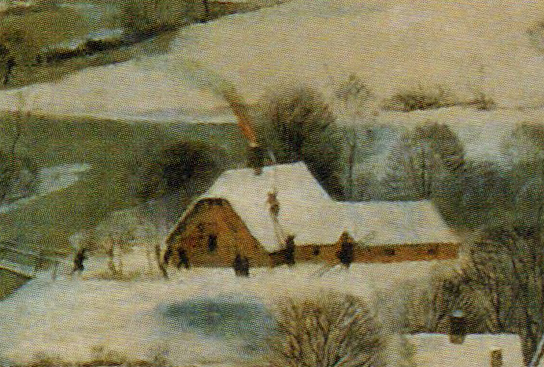
Un feu de cheminée.
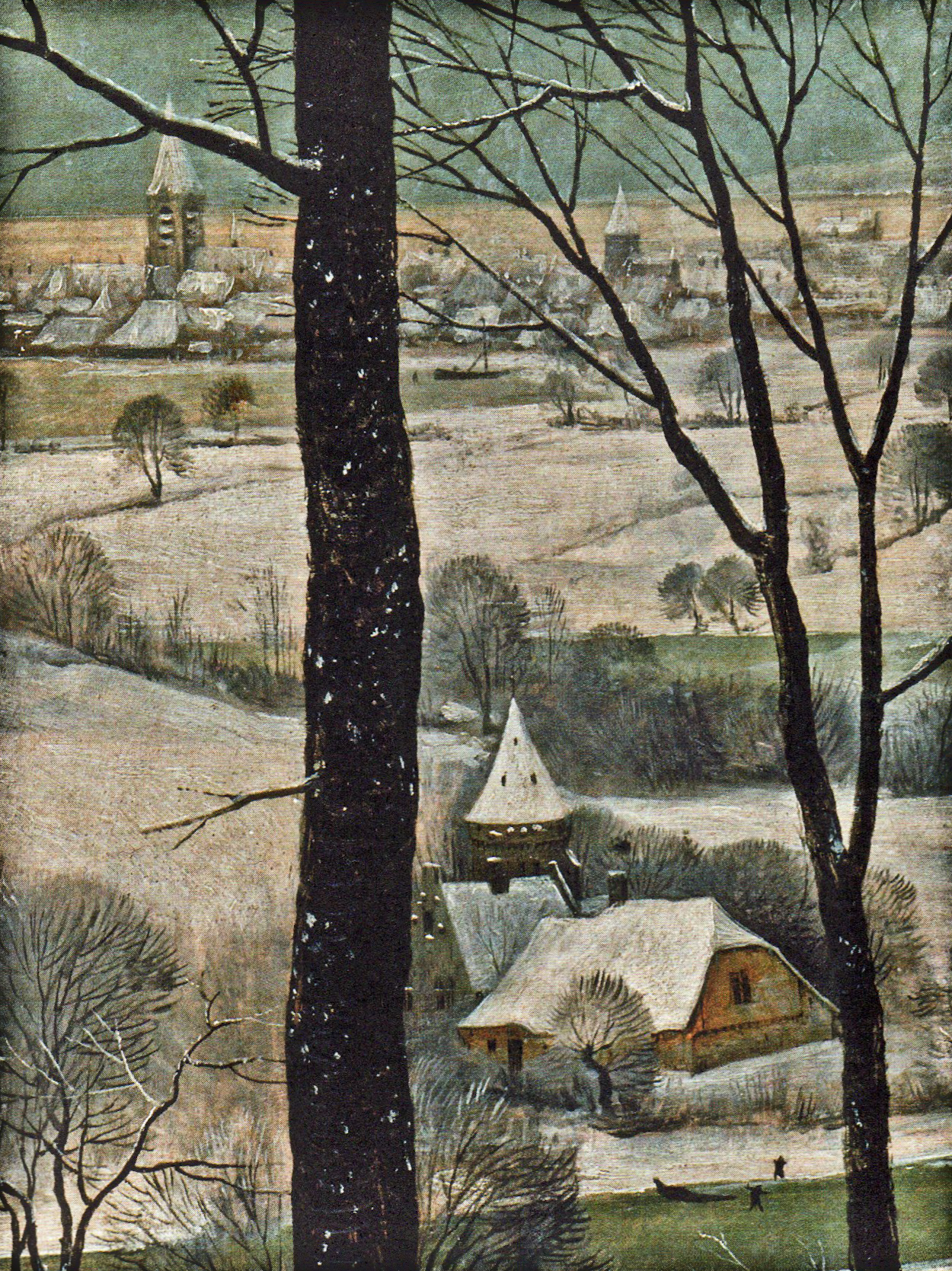
Vue sur la ville.
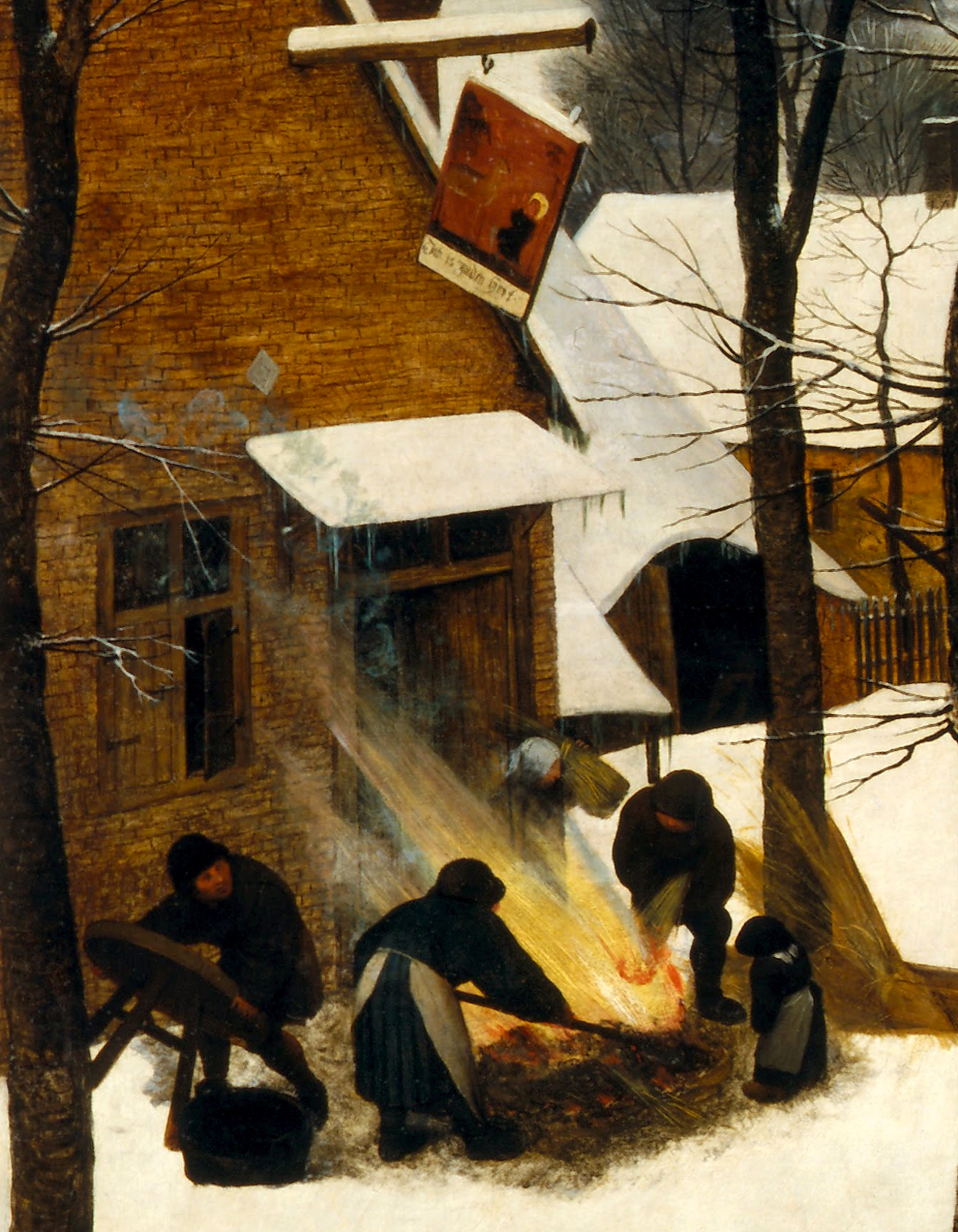
Scène devant l'auberge.
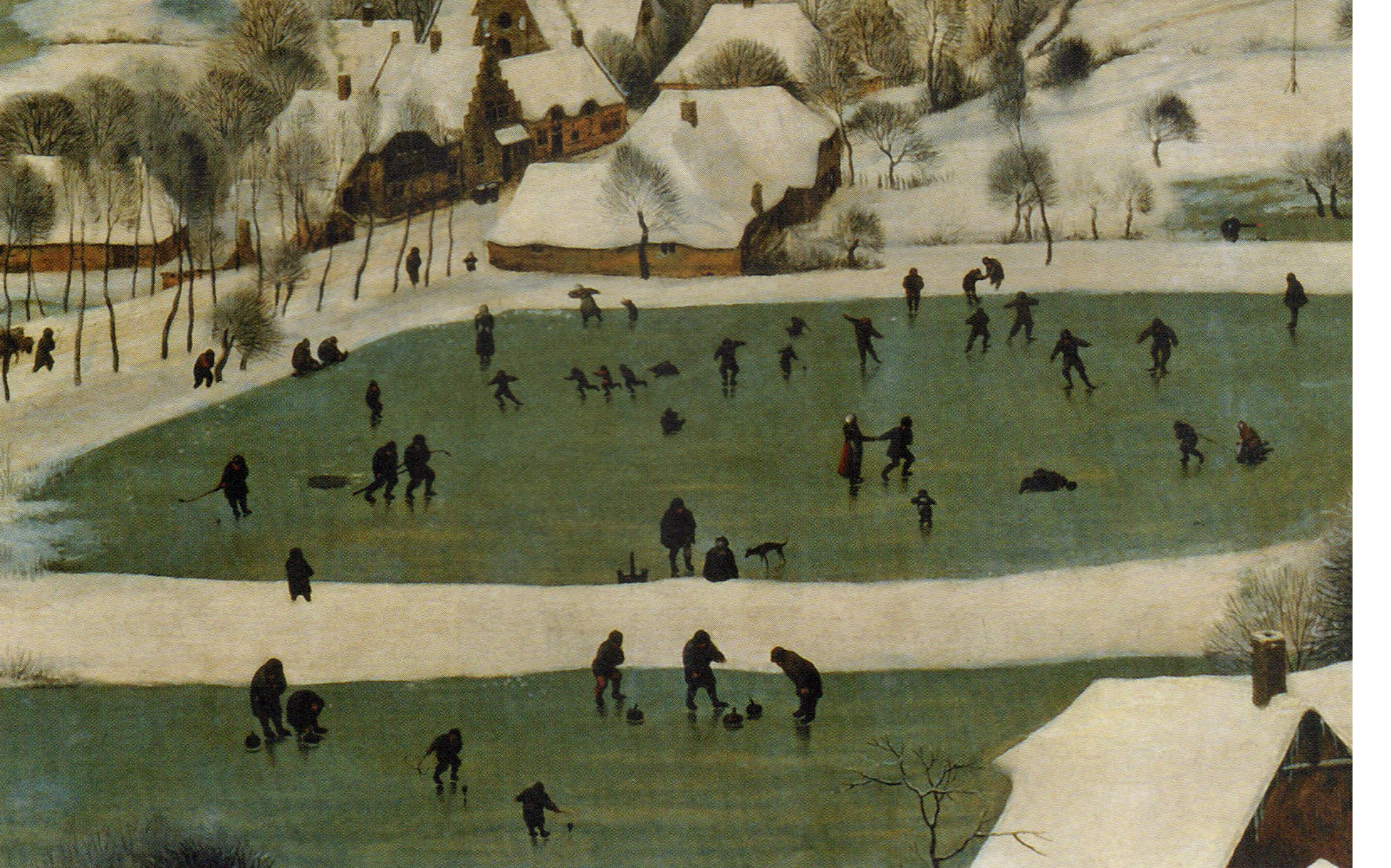
Activités sur l'étang gelé.
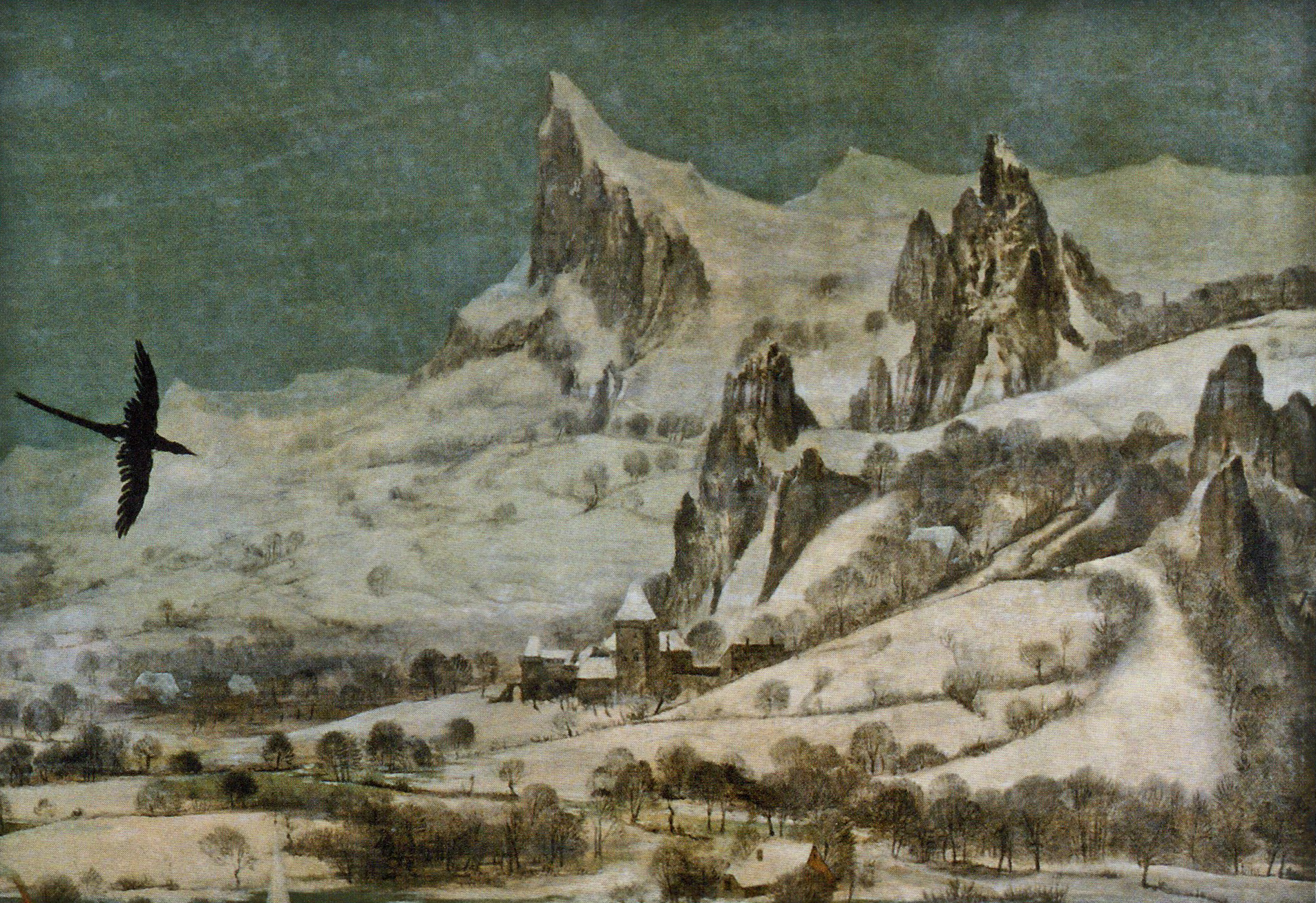
Montagne et château.

## Contexte
Il règne alors une rigueur hivernale intense en Europe depuis le début du XIVe siècle et qui durera jusqu'en 1860, ce que l'on appellera le petit âge glaciaire. Mais l'hiver 1565 aux Pays-Bas est encore plus rude, marqué par d'importantes chutes de neige ; on rapporte ainsi que « les chevaux en ont jusqu'au ventre ».
Le tableau Des chasseurs dans la neige débute ce qui sera un thème majeur de la peinture flamande : le climat. Mais comme la plupart des représentations hivernales du siècle d'or hollandais, la peine ou la misère engendrées par ces conditions météorologiques n'apparaissent pas.

## Série
Ce tableau fait partie d'une série de six, illustrant les six saisons que l'on distinguait alors aux Pays-Bas : début du printemps, printemps, début de l'été, été, automne et enfin hiver, sur ce tableau qui représente les mois de décembre et de janvier. En tout cinq tableaux sont conservés. La Journée sombre (avant printemps) et La Rentrée des troupeaux (automne) sont au Kunsthistorisches Museum de Vienne ; La Fenaison (début de l'été) est exposée au Palais Lobkowitz du château de Prague et La Moisson (Été) au Metropolitan Museum of Art de New York

### Histoire de la série
Bruegel a réalisé la série pour le collectionneur d'art Niclaes Jonghelinck à Anvers. En 1594, elle a été offerte en cadeau à Ernest d'Autriche. Dans l'inventaire de son héritage du 17 juillet 1595, les tableaux sont définis comme « six panneaux des 12 mois de Jars von Bruegel ». Ensuite ils ont probablement fait partie de la collection de  Rodolphe II de Habsbourg à Prague. Il est certain qu'en 1659 ils étaient inscrits à l'inventaire de la collection de Léopold-Guillaume de Habsbourg au Stallburg de Vienne. Ensuite la trace est perdue.
Ce n'est que dans le catalogue de 1884 qu'il est noté que le tableau est présent au dépôt et que, par conséquent, il n'y était pas auparavant.

## Postérité

### Copie

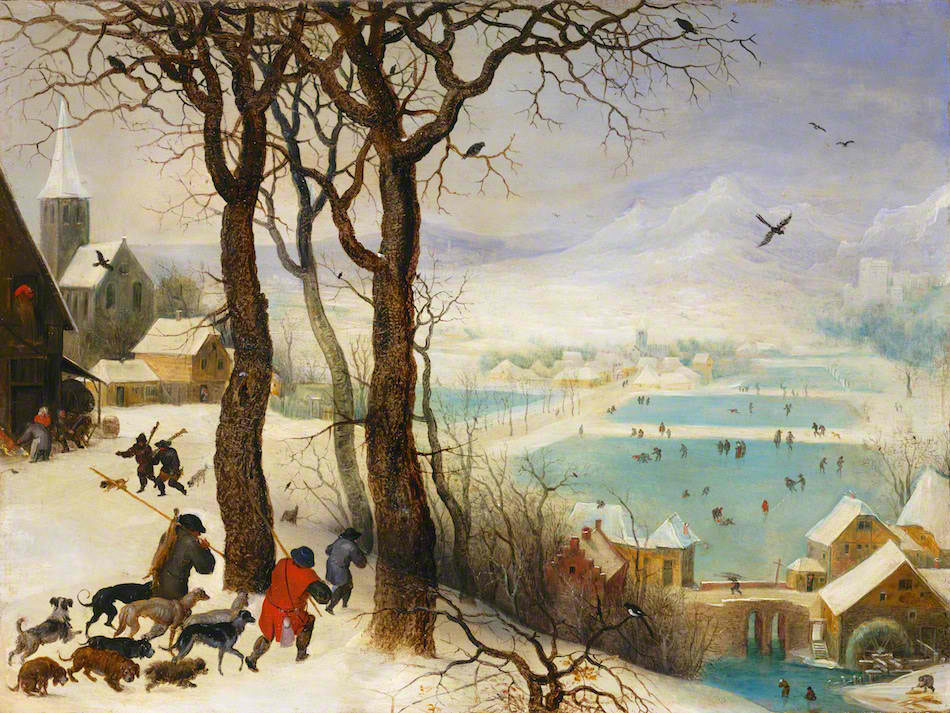
Copie réalisée par Pieter Brueghel le Jeune.

Au Fuji Art Museum de Tokyo se trouve une copie que Pieter Brueghel le Jeune a réalisée librement d'après le tableau de son père.

### Cinéma
- Andreï Tarkovski utilise l'œuvre dans les films Solaris (1972) et Le Miroir (1975).
- Le tableau apparaît dans le film Dans la ville blanche (1982) d'Alain Tanner.
- Lars von Trier le fait « disparaître » lors du préambule de son film Melancholia (2011).
- Dans la première séquence de son dernier film, posthume, 24 Frames, Abbas Kiarostami réalise une animation numérique du tableau, dans laquelle il fait se mouvoir animaux et oiseaux, sortir la fumée des cheminées et tomber la neige[8].

### Littérature
Un roman de Jean-Yves Laurichesse, Les Chasseurs dans la neige, imagine un épisode de la vie du peintre ainsi que la genèse de cette œuvre majeure.

### Illustration
- Un détail du tableau (le premier plan) est employé pour illustrer la première de couverture du roman L'Œuvre au noir de Marguerite Yourcenar en édition poche chez Gallimard, et pour illustrer le coffret des œuvres complètes dans la collection Bibliothèque de la Pléiade.
- Deux détails de ce tableau (l'oiseau sur la branche pour le tome 1 et l'oiseau en vol à droite pour le tome 2) sont utilisés pour les couvertures des deux tomes du roman Le Vertige d'Evguénia Guinzbourg.